# Viorel Găină
Viorel Găină (născut la 1 februarie 1953) este un jurist și un fost deputat român în legislatura 1990-1992, ales în județul Dolj pe listele partidului FSN. În cadrul activității sale parlamentare, Viorel Găină a fost membru în grupurile parlamentare de prietenie cu Republica Elenă, Statul Israel, Republica Libaneză, Regatul Spaniei, Mongolia, Republica Populară Chineză, Canada, Franța, Republica Polonă, Australia, Regatul Thailanda, Republica Coreea. 